# Obatzda

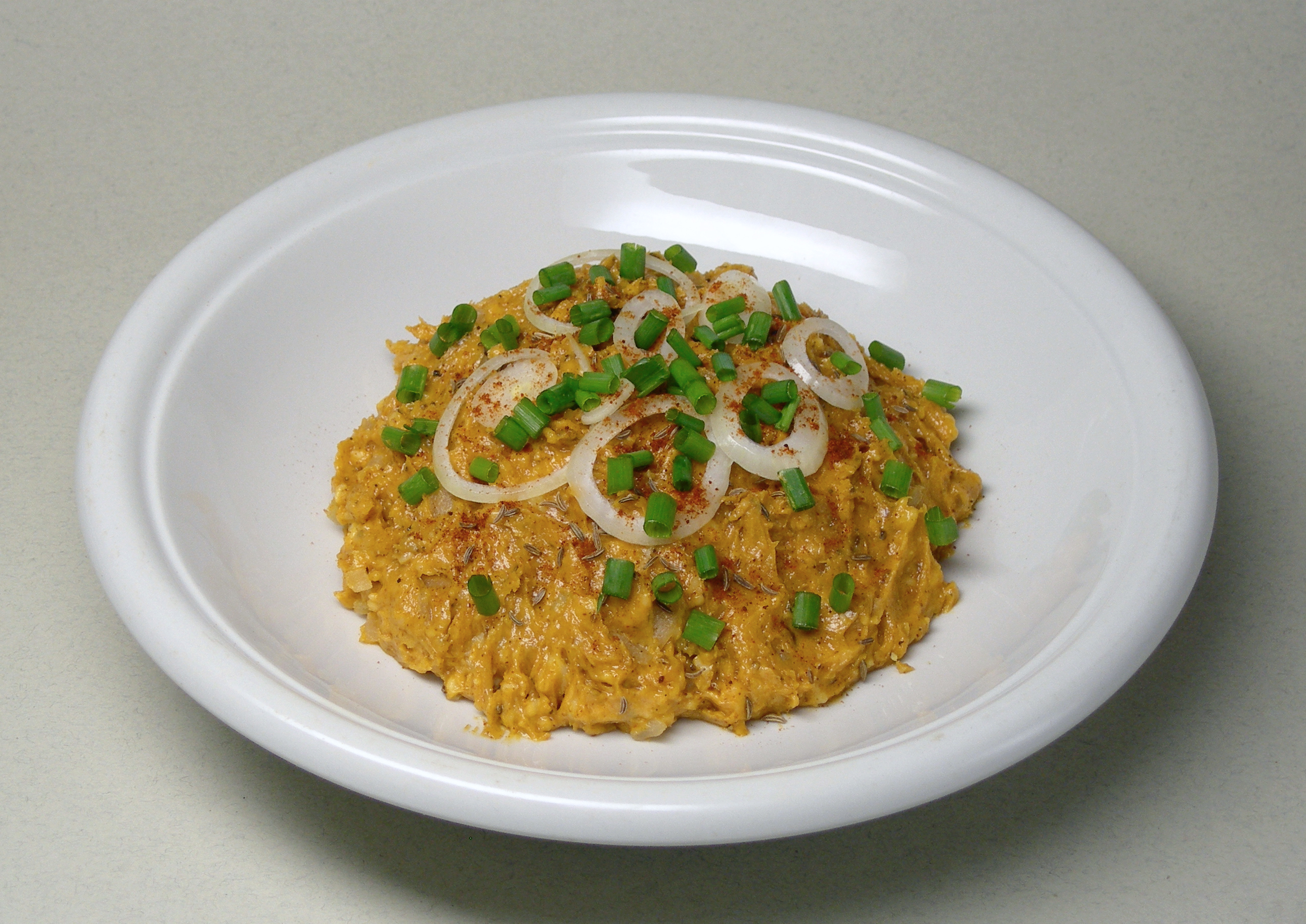
Obatzda

Obatzda (do bávaro Obatzda: 'triturado'),  Obazda ou Obatzter, também conhecido na Suíça como  Gmanschter, é um creme  picante à base de queijos típico da região da Baviera, na Alemanha. É um prato típico das Biergarten, onde é servido com  cebolinha fresca,  rabanete, sobre pão de centeio ou bretzel.
Originalmente era o resultado de uma reciclagem de restos de queijo, particularmente  camembert e outros queijos de massa mole. Para tornar seu gosto mais agradável, os queijos eram misturados a manteiga, pimentão e pimenta, além de páprica, cominho e cebola ralada. Na antiga Baviera,  a receita incluía um pouco de weissbier; na Francônia, um pouco de vinho. 
A partir dessa versão tradicional, foram criadas inúmeras variantes. Uma delas é preparada com um terço de queijo camembert, um terço de queijo romadur (ou, nas versões menos picantes, queijo fresco) e um terço de manteiga, além de pimentão doce ou picante, sal, pimenta e cebola. Pode-se também acrescentar alho, rábano, cravinho, cominho e natas. Os queijos e as especiarias são misturados de forma a obter-se uma pasta espessa. É normalmente consumido sobre o  pão.